# فام توان
فام توان (بالفيتنامية: Phạm Tuân) (و. 1947 – م) هو رائد فضاء، وعسكري من فيتنام . ولد في فيتنام .تولى منصب عضو الجمعية الوطنية الفيتنامية .

## ريادة الفضاء
شارك في المهمات الفضائية:
- Soyuz 36
- Soyuz 37.

## جوائز
حصل على جوائز منها:
- وسام لينين
- بطل الاتحاد السوفيتي
- Medal "For Merit in Space Exploration".